# 下垂速度控制
在發電領域中，下垂速度控制（droop speed control）是利用同步發電機發電，且連接到輸電網路的發電廠，可使用的一種速度控制方式。此方式可以允許同步發電機並聯運轉，因此可以依發電機的功率不同，負載對應比例的負載。

## 細節
同步發電機的電氣頻率如下：
{\displaystyle F={\frac {PN}{120}}}
其中
- F:頻率，單位Hz
- P:發電機極數
- N:發電機轉速，單位RPM

同步發電機的頻率直接和速度成正比，多個同步發電機並聯供應電網時，因為個別發電機的功率遠小於整個電網的功率，其頻率會由電網決定。連接到這個電網的同步發電機頻率都相同，但因為其發電機極數不同，可能會有不同的轉速。
此模式中，會設定以實際轉速百分比來表示的轉速目標值。若發電機的負載從無載到滿載，發電機的實際轉速會下降。為了在此模式下增加發電機的功率輸出，會增加發電機的轉速目標值，因為實際的轉速會因為電網而是固定值，則轉速目標值和實際轉速之間的轉速差可用來增加工作流體（燃料、蒸氣等）的流率，因此功率輸出可以增加。若要減少輸出功率，也可以用相反方式控制。發電機的轉速目標值會恆大於發電機的實際轉速。發電機的實際轉速允許低（droop）於轉速目標值，因此命名為droop speed control。
例如渦輪的額定轉速是3000 rpm，而負載從無載上昇到滿載時，機器速度會由3000 rpm降到2880 rpm，因此下垂百分比為
{\displaystyle \mathrm {Droop\%} ={\frac {\mathrm {No\ load\ speed-Full\ load\ speed} }{\mathrm {No\ load\ speed} }}}
= (3000 – 2880) / 3000
= 4%
此例子中，轉速目標值會是104%，實際的轉速會是100%。渦輪轉速每1%的變化，會對應負載25%的變化。因此下垂百分比表示為100%輸出功率時，轉速的變化。
因為電網的頻率固定，因此實際發電機的速率也固定，發電機速度命令的上昇也會讓速度命令和實際速度的誤差值上昇。在誤差值變大時，給發電機的燃料也會變多，反之亦然。這類的控制稱為「直接比例」控制。若整個電網都過載，電網頻率會下降，因此實際發電機的速率也會下降。所有設備都會看到速度誤差的增加，因此會增加原動機的燃料，產生更多的電力。因此，下垂速度控制可以維持穩定的電網頻率。產生的電力會和實際發電機速率和速率命令之間的差值成正值。
可以用數學證明，若所有的發電機都和系統同步，且使用相同的下垂速度控制機制，會依其機器的額定功率，有等比例的電力輸出。

## 延伸閱讀
- Alfred Engler: Applicability of droops in low voltage grids. International Journal of Distributed Energy Resources, Vol 1, No 1, 2005.